# Krabbfjärden
Krabbfjärden är en av de största fjärdarna i Stockholms södra skärgård och omfattar hela områden mellan Hartsö i väster och Landsort i öster. Den begränsas i norr av Askö och Torö, men är i söder öppen mot Östersjön.